# Vitrinella lucasana
Vitrinella lucasana är en snäckart som först beskrevs av Baker, Hanna och Strong 1938.  Vitrinella lucasana ingår i släktet Vitrinella och familjen Vitrinellidae. Inga underarter finns listade i Catalogue of Life.